# Alfred B. Greenwood

Alfred B. Greenwood

Alfred Burton Greenwood (* 11. Juli 1811 im Franklin County, Georgia; † 4. Oktober 1889 in Bentonville, Arkansas) war ein US-amerikanischer Politiker. Zwischen 1853 und 1859 vertrat er den ersten Wahlbezirk des Bundesstaates Arkansas im US-Repräsentantenhaus.

## Werdegang
Alfred Greenwood genoss in Lawrenceville eine gute Schulausbildung. Danach studierte er an der University of Georgia in Athens. Nach einem Jurastudium und seiner im Jahr 1832 erfolgten Zulassung als Rechtsanwalt begann Greenwood in Bentonville im Arkansas-Territorium in seinem neuen Beruf zu arbeiten.
Greenwood war Mitglied der Demokratischen Partei. Zwischen 1842 und 1845 war er Abgeordneter im Repräsentantenhaus von Arkansas. Von 1845 bis 1851 arbeitete er als Staatsanwalt, danach war er bis 1853 Richter. 1852 wurde Greenwood in das US-Repräsentantenhaus in Washington, D.C. gewählt, wo er am 4. März 1853 die Nachfolge von Robert Ward Johnson antrat. Nach zwei Wiederwahlen konnte Greenwood bis zum 3. März 1859 drei Legislaturperioden im Kongress absolvieren. Zwischen 1857 und 1859 war er Vorsitzender des Indianerausschusses.
Nach dem Ende seiner Zeit im Kongress war Alfred Greenwood zwischen 1859 und 1861 Bundesbeauftragter für Indianerangelegenheiten. Da sich sein Staat Arkansas den Konföderierten Staaten anschloss, konnte er nicht länger für die Bundesregierung arbeiten.  Alfred Greenwood starb am 4. Oktober 1889 in Bentonville und wurde dort auch beigesetzt.